# Andahuaylazo
El Andahuaylazo fue un levantamiento militar que ocurrió en la ciudad de Andahuaylas, Perú, y que fue encabezado por el mayor retirado del Ejército del Perú, Antauro Igor Humala Tasso, quien al frente de 160 reservistas exigieron la renuncia del entonces presidente Alejandro Toledo y otros objetivos claves. Ocurrió entre los días 1 y 4 de enero de 2005, finalizando con la captura de Antauro Humala y la rendición de sus seguidores.
Los rebeldes tenían como objetivo transformar el poder, bajo la implantación de grandes reformas, ya que tenían deseado un gobierno de transición bajo una asamblea constituyente con el mando de diferentes mandatarios, que, de acuerdo a los sublevados, habrían cambiado el estilo de vida de la población y el propio sistema del estado peruano.
En un inicio, este levantamiento armado fue bautizado por los rebeldes como “Marcha de Remembranza Etnocacerista anunciada por la Rebelión Militar del 29 de octubre del 2000”.

## Antecedentes
Los hermanos Ollanta y Antauro Humala, oficiales del Ejército del Perú y seguidores de los principios del etnocacerismo que esbozara su padre, el abogado Isaac Humala, empezaron a cobrar notoriedad pública cuando el 29 de octubre del 2000 encabezaron un alzamiento en Locumba contra el ya agonizante régimen de Alberto Fujimori. Tras ser apresados y procesados por rebelión, sedición e insulto al superior, fueron liberados y amnistiados por el Congreso, ya bajo el gobierno transitorio de Valentín Paniagua, el 21 de diciembre del 2000.
Durante el gobierno de Alejandro Toledo, Ollanta Humala fue enviado al exterior, primero como adjunto a la Agregaduría Militar peruana en Francia (enero del 2003), y luego, como agregado militar en la embajada peruana en Corea del Sur (junio de 2004). Mientras que en el Perú, su hermano Antauro se lanzó a hacer una enconada oposición al gobierno toledista, exigiendo la renuncia del presidente y su sometimiento a “juicio de residencia”. Utilizaba para dar publicidad a sus planteamientos las páginas de su semanario Ollanta, un libelo donde se utilizaba un lenguaje ofensivo y denigrante para atacar no solo a miembros del gobierno, sino a altos miembros de las fuerzas armadas a quienes se acusaba de pertenecer la «mafia fujimontesinista», entre otros cargos. Como fuerza de apoyo contaba con un grupo de reservistas del ejército, adoctrinados en los principios del etnocacerismo.
En junio de 2004 Antauro fue denunciado ante la Cuarta Fiscalía Provincial por los delitos de sedición, conspiración para cometer delito de rebelión contra los poderes del Estado y el orden constitucional, contra la tranquilidad pública y el peligro común. La Procuraduría del Ministerio del Interior le denunció también por tenencia ilegal de armas. Frente a estas denuncias, Antauro se limitó a considerarse como «perseguido político».

## Planificación
En junio de 2004, el presidente Alejandro Toledo tenía únicamente una aprobación del 7% a nivel nacional, y se hablaba de un posible golpe de Estado de las fuerzas armadas. Según un etnocacerista, desde julio de 2004, Antauro y sus principales lugartenientes, apoyados además por oficiales del Ejército peruano, empezaron a planificar una rebelión que tendría como epicentro el sur peruano.
En diciembre de 2004, el quincenario "Ollanta" (del movimiento etnocacerista) público su último titular llamado “¡A las armas, ciudadanos!”, en donde se anunciaba una "segunda marcha etnocacerista" y se invitaba a los civiles y a los militares peruanos a apoyarlo.
Aunque los informes de inteligencia del Ministerio del Interior advirtieron previamente de las maniobras de Antauro y sus etnocaceristas días antes del asalto, el entonces ministro del Interior Javier Reátegui Rosselló no hizo caso de las advertencias.
El 29 de diciembre de 2004, el nuevo comandante del ejército peruano, general Luis Muñoz Díaz, impuso el pase a retiro del teniente coronel Ollanta Humala, que seguía oficiando de agregado militar en Corea del Sur. También se pasó al retiro a otros 249 militares, entre ellos, algunos participantes del Contragolpe de Estado de 1992. Esta decisión fue el detonante para que Antauro Humala y sus huestes etnocaceristas se lanzaran a la aventura del “Andahuaylazo”, reprochando al gobierno de Toledo el no apoyar a los militares que como Ollanta habían luchado contra la "dictadura fujimontesinista" y favorecer más bien a aquellos que habían sido cómplices de la misma (como el caso del mismo Luis Muñoz, uno de los que fueron filmados en la sala del SIN por Vladimiro Montesinos).
El 30 de diciembre de 2004, grupos de etnocaceristas empezaron a llegar a la ciudad de Andahuaylas, una facción de ellos fueron detenidos por los policías del sector, pero fueron liberados a las pocas horas. Al día siguiente, Antauro llegó a la ciudad.

## La sublevación

### Toma de la comisaría de Andahuaylas (1 de enero)

Provincia de Andahuaylas, departamento de Apurímac.

Andahuaylas es una ciudad de más de 30.000 habitantes, capital de la provincia del mismo nombre del departamento de Apurímac, en la sierra sur del Perú. Su comandancia policial tenía entonces una dotación de 80 efectivos, pero en la madrugada del 1 de enero de 2005 solo 10 se hallaban guarneciendo el puesto, pues el resto se hallaba de franco, por ser la fiesta de Año Nuevo, que en Andahuaylas tiene un particular significado pues ese día se celebra la fiesta patronal del Niño Jesús de Año Nuevo.
A las 4:25 de la madrugada del 1 de enero de 2005, Antauro Humala, al mando de 160 reservistas desarmados (muchos de ellos veteranos de la guerra del Cenepa y de la lucha antisubversiva) entraron a la ciudad de Andahuaylas por la avenida Perú y capturaron la comandancia policial, luego de una resistencia débil y corta por parte de los pocos efectivos policiales, se dice que en realidad el número de reservistas bordeaban los 300, pero estos se hallaban ocultos en zonas estratégicas. Entre los etnocaceristas, también se hallaba Posemoscrowte Chagua Payano.
Los etnocaceristas se apoderaron de 80 fusiles automáticos ligeros o HK-G3, 4 escopetas, 29 granadas de guerra, 11 pistolas, 800 bombas lacrimógenas y 50 000 cartuchos de bala, así como 2 patrulleros policiales, y en palabras del propio Antauro, 5 manzanas de la ciudad de Andahuaylas. Durante el día, una reducida patrulla policial regreso a la comandancia y trato de recobrar el control del puesto, fue en ese enfrentamiento que resultaron heridos 5 policías y 2 reservistas. 
Resultaron 17 policías y soldados tomados como rehenes, los cuales fueron expuestos ante la población como "borrachos".

#### La incursión al cuartel militar Los Chancas
Después de la toma de la comisaría de Andahuaylas, los etnocaceristas se organizaron y se dirigieron al cuartel militar Los Chancas, con objetivo desconocido. Luego de llegar a dicho destino, Antauro conversó con el teniente coronel del ejército peruano a cargó de dicho cuartel, además de que el batallón militar se manifestó en contra del accionar de Antauro y se posicionaron defensivamente, tras esto, los etnocaceristas regresaron a la comisaría. Al parecer, la intención de Antauro era la de convencer a los militares del cuartel Los Chancas a que se plegaran a su levantamiento.
El presidente Toledo, que en esos momentos se hallaba de vacaciones en Punta Sal, (al igual que su ministro del Interior, Javier Reátegui), regresó a Lima y declaró el estado de emergencia en la región Apurímac, ordenando inmediatamente el envío al lugar de los hechos de más de 300 a 400 agentes de la Dirección de Operaciones Especiales de la Policía (DIROES). Así mismo, se designó al general PNP Félix Murazzo y al general de división EP José Williams Zapata como representantes del gobierno para buscar una solución pacífica o militar del levantamiento. Por la noche, se cortó el suministro de electricidad de Andahuaylas y se escucharon ráfagas de disparos.

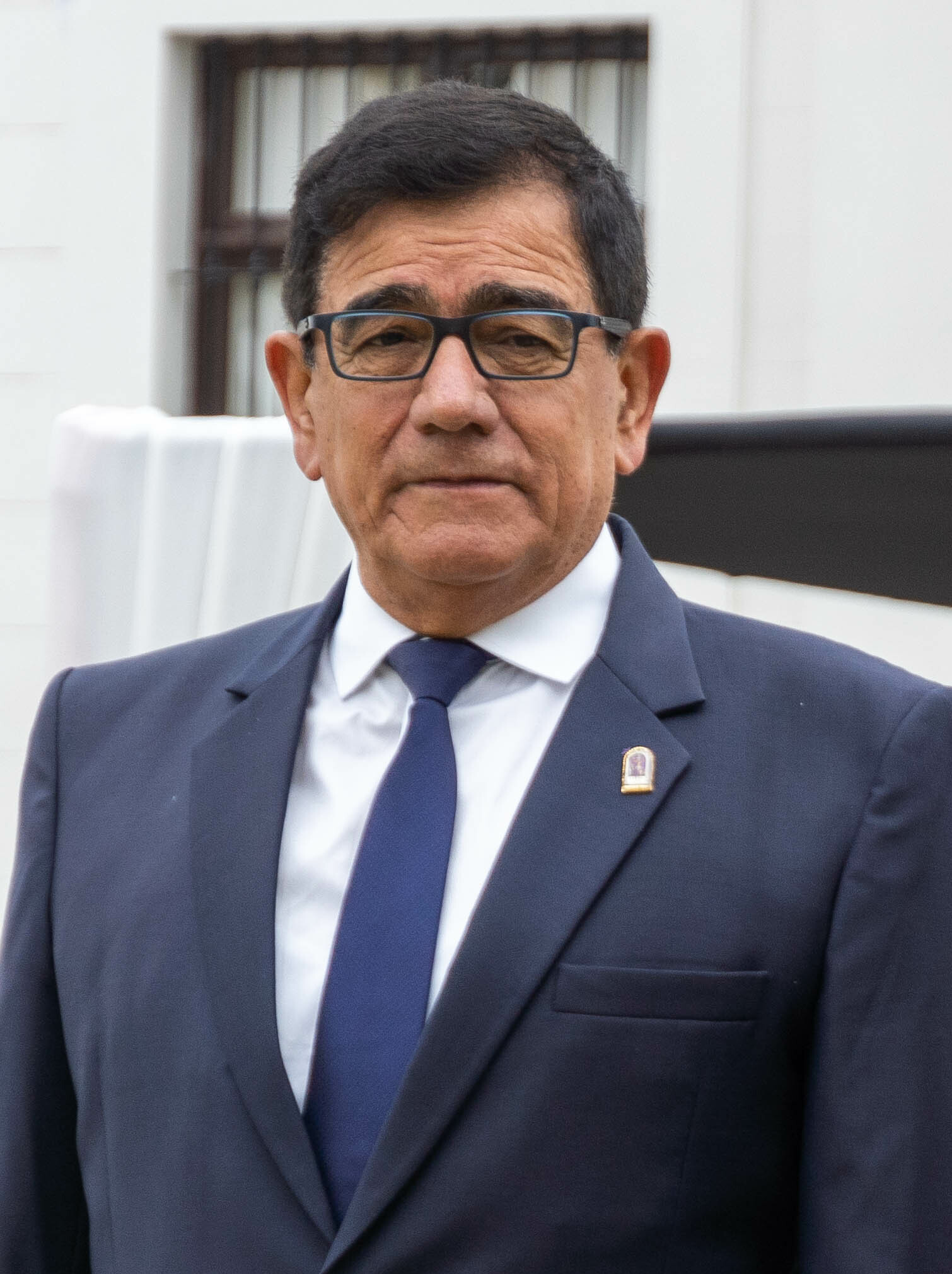
General EP (r) José Williams Zapata en 2022.

### Cuatro policías muertos (2 de enero)
En el segundo día de la asonada, domingo 2 de enero de 2005, empezaron a llegar a la provincia de Andahuaylas, personal de las fuerzas especiales de la policía nacional (SUAT, DIROES y el Escuadrón Verde).
A las cinco de la mañana, una facción de etnocaceristas se enfrentaron con una patrulla del Escuadrón Verde al mando del capitán PNP Carlos Alberto Cahuana Pacheco, en el puente Colonial Anccoyllo que cubre el río Chumbao, y en ese combate, fallecieron cuatro policías. En el 2015, un informe de la Dirección de Criminalística de la Policía Nacional del Perú (PNP), elaborada basándose en los cadáveres de los cuatro agentes, indican que las balas que causaron sus decesos vinieron del cerro Huayhuaca cercano al puente Colonial, que se ubicaba a las espaldas de los policías (posibles francotiradores progubernamentales), mientras que el grupo insurgente de Antauro Humala se ubicaba en el otro extremo del puente. Sin embargo, se supo tiempo después, que uno de los policías aún seguía con vida luego del enfrentamiento, pero fue ultimado por el rebelde Julio Ludeña Loayza, conocido como "el centinela", dicho personaje era un soldado en actividad que se plegó al levantamiento humalista un día antes.
Ese mismo día, una masa enardecida de andahuaylinos subieron al cerro que se ubica cerca al puente Colonial, y capturaron a 4 militares, a los que llevaron a la comisaría.
Antauro improviso una tribuna con las 2 patrullas policiales capturadas, desde donde arengo a la población a unirse prometiéndoles que les entregaría armas, luego dio varias entrevistas a algunos periodistas, evocando el nombre del "comandante Ollanta Humala", y mencionando además que todos sus seguidores, eran veteranos de guerra ahora "abandonados por el gobierno". Además, se levantaron barricadas a lo largo de la ciudad.

En determinado momento, Antauro declaró lo siguiente:
"Yo acepto totalmente la responsabilidad de mis tropas, yo soy el jefe y ordené tomar la comisaría, asumo todo el costo, el pasivo y activo de mis tropas, yo los traje acá y yo respondo totalmente por ellos".
"En Andahuaylas se formó el último ejército cacerista en la campaña de la Breña. Ahora hemos considerado volver a retomar el lugar donde quedó el último ejército”.

### Respuesta estatal y captura de Antauro (3 de enero)
El día 3 de enero, más de mil pobladores (muchos de ellos con llamados a la paz) ingresaron en la Plaza de Armas de Andahuaylas apoyando el levantamiento etnocacerista con Antauro al frente, en un primer momento se pensó que Antauro se entregaría, pero eso no ocurrió, luego de reunirse con el general de la policía Félix Murazzo, Antauro, cargado en hombros por sus seguidores, realizó un paseo triunfal de vuelta a la comisaría. Antauro menciona que 1800 soldados y 760 policías rodearon Andahuaylas, y que todos dieron positivo a la pericia que determinó que realizaron disparos, menos él. 

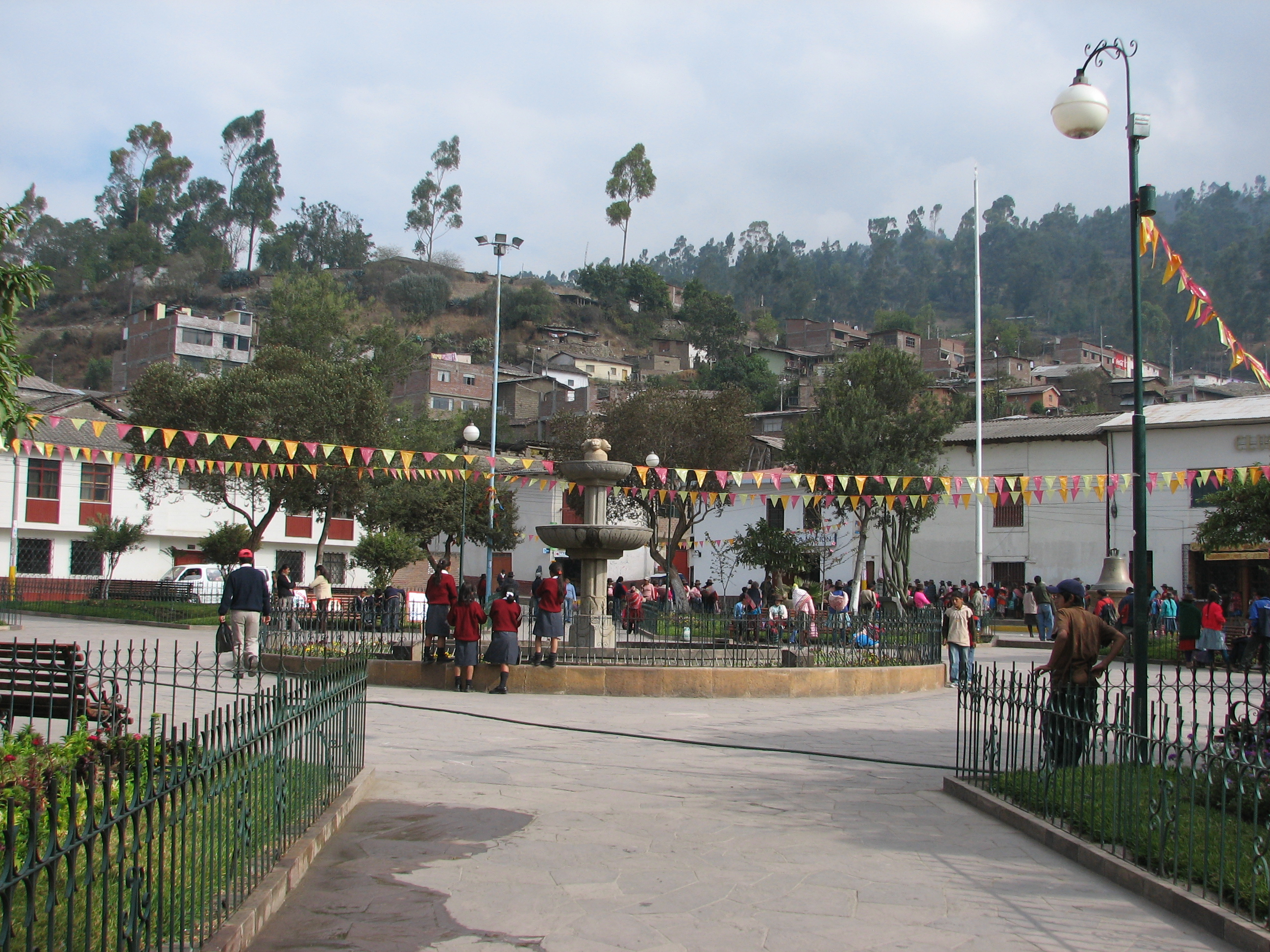
Plaza central de Andahuaylas.

En el trayecto las fuerzas del orden respondieron, dos reservistas cayeron abatidos, mientras dos de ellos y otros dos civiles resultaron heridos. La Policía Nacional intentó recobrar el control sobre la comisaría, pero la operación de retoma se detuvo debido a la intervención de la Defensoría del Pueblo, además de que el grupo rebelde liberó a uno de los policías que estaba como rehén en la comandancia. Poco después, los rebeldes secuestraron a cinco miembros del Ejército de Perú que estaban apostados en lugares aledaños a la comisaría. Además, pobladores locales informaron telefónicamente a emisoras de Lima que en la tarde se escuchaban disparos de armas de fuego en un cerro cercano a la ciudad, y temían una matanza, poco después, 7 policías fueron capturados supuestamente por los pobladores locales y entregados a los rebeldes.
A pesar del apoyo civil, el líder etnocacerista perdió el control de su levantamiento, de acuerdo con el sacerdote Domingo Paliza, mediador en el conflicto, cuando Antauro llegó a la Plaza de armas con Félix Murazzo a dialogar, fue cargado en hombros repentinamente por sus seguidores y llevado "como un títere" de vuelta a la comisaría. Algunas fuentes señalan que los etnocaceristas se habían dividido en dos; los que querían capitular y lo que no.
Durante la noche, las fuerzas del orden decretaron toque de queda: despejaron las calles de la ciudad de los simpatizantes etnocaceristas, cerraron la iglesia, y adoptaron posiciones para un ataque militar hacia la comisaría de la ciudad, bastión de los rebeldes. Fue entonces, que Antauro Humala solicitó nuevas negociaciones con el director de la Policía Nacional, general Feliz Murazzo, y el general de división, José Williams Zapata. Antauro manifestó que se rendiría al día siguiente, pero fue detenido esa misma noche en el interior de la Municipalidad de la localidad, lugar donde se habían realizado las reuniones.

#### Marchas a favor del levantamiento de Andahuaylas
Durante el día 3 de enero, se hicieron algunas demostraciones de apoyo al levantamiento que Antauro Humala venía liderando en Andahuaylas. En la ciudad de Arequipa, hubo una concentración de aproximadamente 200 ciudadanos en la plaza de armas de dicha ciudad, quienes apoyaban el accionar rebelde de Antauro en Andahuaylas, pero fueron dispersados por 100 agentes de la policía, quienes detuvieron a 11 personas. En Tacna, unas 300 personas protagonizaron una marcha a favor de Antauro y acordaron viajar a Andahuaylas para unirse a los rebeldes (lo que no se cumplió), mientras que en Ilave (Puno) y en Huancayo (Junín) hubo pequeñas concentraciones.
Por su parte, los presidentes regionales de Junín, Pasco y Tumbes condenaron el accionar subversivo de Antauro.

### Rendición de los sublevados (4 de enero)
Enterados de la captura de su líder, los casi 150 etnocaceristas comandados por el capitán EP (r) Marco Antonio Vizcarra Alegría “Paiche”, se atrincheraron en la comisaría. En ese contexto, ocurrió un intenso tiroteo entre las fuerzas del gobierno y los rebeldes en un cerro cercano a la comisaría. Luego de unas horas de resistencia, finalmente los etnocaceristas se rindieron, luego de recibir una carta de Antauro en la que este les pedía que depusieran las armas. Los rebeldes, se formaron frente a la comisaría y entregaron sus armas a las fuerzas gubernamentales. Buena parte de la población andahuaylina se manifestó en contra de esa medida, por lo que salieron a las calles y apedrearon algunos locales públicos, pero el incidente no paso a mayores. Una facción de 24 etnocaceristas, fueron trasladados la capital y posteriormente llevados a la Dirección Contra el Terrorismo (Dircote). Un total, de 163 etnocaceristas fueron detenidos en Andahuaylas.
Antauro Humala pasó al penal de Piedras Gordas, al norte de Lima, y fue sometido a un proceso judicial. En el año 2009 recibió condena de 25 años de presidio por el asalto a la comisaría de Andahuaylas, entre otros cargos.
Días después, 13 lugartenientes de Antauro pasaron de igual forma al penal de Piedras Gordas, 82 fueron recluidos en el Penal Miguel Castro Castro, 55 fueron llevados al penal de Cañete, y 4 mujeres al penal de Mujeres de Chorrillos.

## Repercusiones
El 15 de febrero de 2005 Agencia Andina dio a conocer que, se allanó un local etnocacerista en el distrito limeño de El Agustino, en donde la Policía Nacional del Perú encontró vestimenta de la Armada, armamento policial, banderas con la hoz y el martillo en homenaje a Jorge del Prado, así como escritos ocultistas referentes a la religión incaica e información alusiva al nazismo.

### La participación de Ollanta Humala

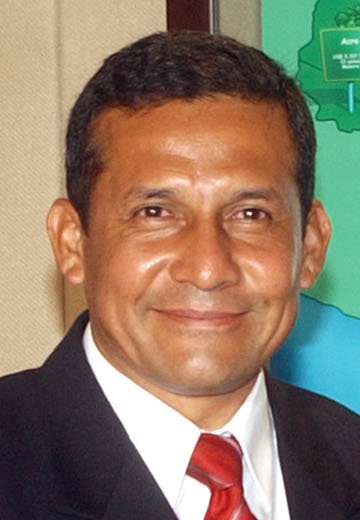
Ollanta Humala en 2006.

Antauro expresó, en algún momento de la toma, que seguía órdenes de Ollanta. Literalmente dijo:

«Esto [la comisaría] ha sido cogido por orden expresa del comandante Ollanta…»

Sin embargo, al sostener diálogo con algunos medios de prensa en el mismo día del suceso, fue muy ambiguo al respecto. Por ejemplo, cuando el diario La República le preguntó desde Lima si había coordinado la acción con Ollanta, respondió así:

Me reservo ese comentario. Eso debe responderle el mismo Ollanta. El líder histórico del etnocacerismo es Ollanta, pero él no ha tenido nada que ver con esto.

En cuanto a Ollanta, su posición en un principio fue que respaldaba la insurgencia de su hermano, pues según él era un derecho reconocido por la Constitución, aunque aducía no estar muy al tanto de todos los detalles del suceso, por encontrarse muy lejos (en Corea del Sur, como agregado militar). Señaló también que en caso de que ocurrieran muertos por ambos lados, como era lo previsible, eso sería culpa del gobierno. Luego, al ocurrir los asesinatos de los cuatro policías, Ollanta cambió su posición y sostuvo que no avalaba dichos hechos violentos. Sin embargo, Ollanta no planificó ni participó en el Andahuaylazo.

### Finalidades
Algunos analistas consideran que el Andahuaylazo, fue ejecutada al estilo de golpes como el Putsch de Múnich de Hitler en 1923 y levantamientos como el de Chávez en 1992 en Venezuela, y el de Lucio Gutiérrez en 2000 en el Ecuador; una insubordinación que les sirvió de antesala para su exitosa carrera política en el poder.
El levantamiento y el encarcelamiento de Antauro Humala, significaron duros golpes al Movimiento Etnocacerista y a los seguidores de Antauro. Prácticamente el movimiento no influyó en alguna otra coyuntura política hasta el año 2022 cuando Antauro fue liberado.